# Ядрена спектроскопия
Ядрена спектроскопия е дял от ядрената физика, изучаващ свойствата на ядрените енергетични нива. В теоретичната ядрена спектроскопия атомното ядро се описва с помощта на различни ядрени модели. Опитно свойствата на ядрените нива се изучават чрез изследване на ядрените лъчения, изпускани при преход на ядрата от едно енергетично ниво към друго. В зависимост от вида на изследваното лъчение експерименталната ядрена спектроскопия се дели главно на алфа-, бета-, гама-спектроскопия.